# Samer Jondi
Samer Samer Saber Jondi (in arabo سامر سمير صابرالجندي‎?; Gerusalemme, 27 settembre 1996) è un calciatore palestinese, difensore dell'Al-Nasr Bengasi e della Nazionale palestinese.

## Caratteristiche tecniche
È un terzino sinistro.

## Carriera

### Nazionale
Ha debuttato in Nazionale l'8 giugno 2022, in Mongolia-Palestina (0-1). Ha partecipato, con la selezione palestinese, alla Coppa d'Asia 2023. È sceso in campo, inoltre, nelle qualificazioni alla Coppa d'Asia 2023 e nelle qualificazioni ai Mondiali 2026.

## Statistiche

### Cronologia presenze e reti in nazionale
Statistiche aggiornate al 31 dicembre 2024.

| Cronologia completa delle presenze e delle reti in nazionale ― Palestina | Cronologia completa delle presenze e delle reti in nazionale ― Palestina | Cronologia completa delle presenze e delle reti in nazionale ― Palestina | Cronologia completa delle presenze e delle reti in nazionale ― Palestina | Cronologia completa delle presenze e delle reti in nazionale ― Palestina | Cronologia completa delle presenze e delle reti in nazionale ― Palestina | Cronologia completa delle presenze e delle reti in nazionale ― Palestina | Cronologia completa delle presenze e delle reti in nazionale ― Palestina |
| Data                                                                     | Città                                                                    | In casa                                                                  | Risultato                                                                | Ospiti                                                                   | Competizione                                                             | Reti                                                                     | Note                                                                     |
| ------------------------------------------------------------------------ | ------------------------------------------------------------------------ | ------------------------------------------------------------------------ | ------------------------------------------------------------------------ | ------------------------------------------------------------------------ | ------------------------------------------------------------------------ | ------------------------------------------------------------------------ | ------------------------------------------------------------------------ |
| 8-6-2022                                                                 | Ulan Bator                                                               | Mongolia                                                                 | 0 – 1                                                                    | Palestina                                                                | Qual. Coppa d'Asia 2023                                                  | -                                                                        |                                                                          |
| 11-6-2022                                                                | Ulan Bator                                                               | Yemen                                                                    | 0 – 5                                                                    | Palestina                                                                | Qual. Coppa d'Asia 2023                                                  | -                                                                        | 9’                                                                       |
| 14-6-2022                                                                | Ulan Bator                                                               | Palestina                                                                | 4 – 0                                                                    | Filippine                                                                | Qual. Coppa d'Asia 2023                                                  | -                                                                        |                                                                          |
| 25-3-2023                                                                | Arad                                                                     | Bahrein                                                                  | 1 – 2                                                                    | Palestina                                                                | Amichevole                                                               | -                                                                        |                                                                          |
| 14-6-2023                                                                | Surabaya                                                                 | Indonesia                                                                | 0 – 0                                                                    | Palestina                                                                | Amichevole                                                               | -                                                                        |                                                                          |
| 20-6-2023                                                                | Dalian                                                                   | Cina                                                                     | 2 – 0                                                                    | Palestina                                                                | Amichevole                                                               | -                                                                        |                                                                          |
| 6-9-2023                                                                 | Mascate                                                                  | Oman                                                                     | 2 – 1                                                                    | Palestina                                                                | Amichevole                                                               | -                                                                        | 63’                                                                      |
| 7-1-2024                                                                 | Doha                                                                     | Palestina                                                                | 0 – 1                                                                    | Uzbekistan                                                               | Amichevole                                                               | -                                                                        | 46’                                                                      |
| 9-1-2024                                                                 | Al Wakrah                                                                | Arabia Saudita                                                           | 0 – 0                                                                    | Palestina                                                                | Amichevole                                                               | -                                                                        |                                                                          |
| 18-1-2024                                                                | Al Wakrah                                                                | Palestina                                                                | 1 – 1                                                                    | Emirati Arabi Uniti                                                      | Coppa d'Asia 2023 - Gironi                                               | -                                                                        | 90’                                                                      |
| 21-3-2024                                                                | Kuwait City                                                              | Palestina                                                                | 5 – 0                                                                    | Bangladesh                                                               | Qual. Mondiali 2026                                                      | -                                                                        | 46’                                                                      |
| 11-6-2024                                                                | Perth                                                                    | Australia                                                                | 5 – 0                                                                    | Palestina                                                                | Qual. Mondiali 2026                                                      | -                                                                        | 82’                                                                      |
| 5-9-2024                                                                 | Seoul                                                                    | Corea del Sud                                                            | 0 – 0                                                                    | Palestina                                                                | Qual. Mondiali 2026                                                      | -                                                                        | 72’ 90+1’                                                                |
| 10-10-2024                                                               | Basra                                                                    | Iraq                                                                     | 1 – 0                                                                    | Palestina                                                                | Qual. Mondiali 2026                                                      | -                                                                        | 37’                                                                      |
| Totale                                                                   |                                                                          | Presenze                                                                 | 14                                                                       |                                                                          | Reti                                                                     | 0                                                                        |                                                                          |

## Palmarès

### Club

#### Competizioni nazionali
- Prima Lega della Cisgiordania: 2

Hilal Al-Quds: 2017-2018, 2018-2019